# Alán Dzagóyev
Alán Yelizbárovich Dzagóyev (en ruso: Алан Елизбарович Дзагоев; Beslán, Unión Soviética, 17 de junio de 1990), habitualmente transcrito como Alan Dzagoev, es un exfutbolista ruso que jugaba de centrocampista.

## Trayectoria

### Orígenes
Dzagoev nació en Beslán, por entonces ciudad de la Unión Soviética, y comenzó a jugar al fútbol con su hermano mayor por iniciativa de su madre, que según el propio Dzagoev "podía dar diez toques al balón con una sola pierna". Su paso por el colegio no fue exitoso por su pasión por el fútbol e ingresó en la academia de juveniles Yunost Vladikavkaz, ya que era seguidor del Alania Vladikavkaz.
En la temporada 2006/07 debutó con el FC Academia Dimitrovgrado de la segunda división rusa, con el que disputó 37 encuentros y anotó seis tantos.

### CSKA Moscú
En diciembre de 2007 fue fichado por uno de los gigantes del fútbol ruso, el P. F. C. CSKA Moscú. En esa misma temporada, Dzagoev ganó la Copa de Rusia, su primer título con el equipo moscovita. Además, al término de esa campaña Dzagoev fue galardonado con el premio al Mejor Joven de la Liga Premier de Rusia 2008.

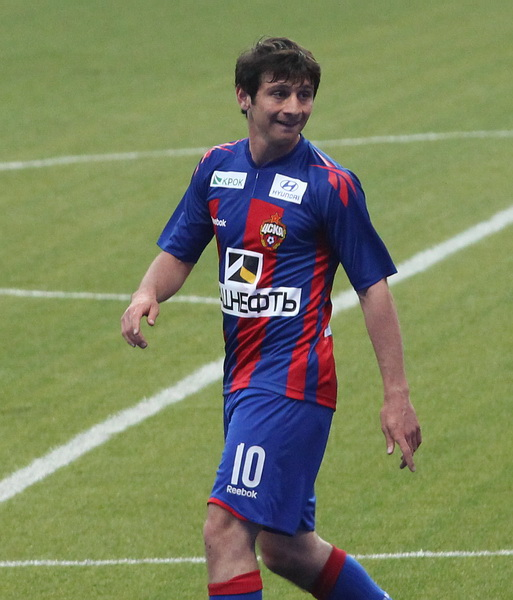
Dzagoev en un partido con el CSKA en 2011.

Sus buenas actuaciones y goles anotados con el conjunto moscovita, le llevaron a acaparar portadas en su país por presunto interés del Real Madrid en 2008. Pese a ello, el jugador aseguró permanecer en Rusia y mostró su preferencia por la Premier League inglesa.
Anotó desde un ángulo muy cerrado durante un partido de la Liga de Campeones contra el Manchester United el 4 de noviembre de 2009, que terminó 3–3 y se convirtió en uno de los mejores jugadores de este partido. En la temporada 2009 jugó 40 partidos y marcó 10 goles.
El 2 de diciembre de 2010 brindó una asistencia para Sekou Oliseh y luego agregó un final genial cuando el CSKA derrotó a Lausanne-Sports 5–1 en su penúltimo partido grupal, asegurando el primer lugar en el Grupo F de la Liga Europa. En el partido de grupo final contra el Sparta Praga el 15 de diciembre, Dzagoev anotó el primer gol cuando el CSKA perdió sus primeros puntos de su campaña europea, sucumbiendo a un empate 1–1.
El 24 de septiembre de 2011, Dzagoev anotó el gol ganador de una victoria por 3-1 en la Premier League sobre Volga Nizhny Novgorod. Tres días después, anotó un gol a los 45 minutos contra el Inter de Milán y un gol posterior de Vágner Love puso al nivel de los anfitriones, hasta que un gol tardío de Mauro Zárate le dio a los italianos una victoria 3-2. Dzagoev proporcionó el centro de falta directa desde el cual el debutante del CSKA, Pontus Wernbloom, anotó el empate en su empate a un gol contra el Real Madrid en su partido de ida de octavos de final de Liga de Campeones el 21 de febrero de 2012. En el 2012-13 el CSKA ganó el título de la Premier League rusa y se convirtió en el mejor centrocampista izquierdo. En la temporada 2013/2014, el CSKA se convirtió nuevamente en el campeón de la Liga Premier rusa y jugó 23 partidos y anotó 3 goles en todas las competiciones.
La temporada 2015-16 se convirtió en una de las mejores de su carrera. El 21 de mayo de 2016, en el último partido de la Premier League, contra el Rubin Kazán marcó el gol ganador y el CSKA ganó otro título de la Liga Premier rusa. En esta temporada jugó 43 partidos, marcó 8 goles y 11 asistencias en todas las competiciones de clubes.
Anotó dos veces en la fase de grupos de la Liga de Campeones de la UEFA 2016-17, contra el Bayer Leverkusen y Tottenham Hotspur, aunque el club de Moscú salió de Europa en esta etapa.
Habiendo sido excluido por lesiones durante gran parte de 2017-18, regresó al equipo del CSKA como sustituto en un partido de la ronda previa de la Liga de Campeones con el F. C. Basilea, anotando el gol del triunfo en St. Jakob-Park.
Abandonó el club en mayo de 2022 después de catorce años en los que disputó 397 partidos y marcó 77 goles. Además, conquistó once títulos durante ese periodo de tiempo.

### Rubin Kazán y retirada en Grecia
El 2 de septiembre de 2022 fichó, libre, por el Rubin Kazán hasta final de temporada. Anotó tres goles en veinte encuentros y dejó el club al expirar su contrato.
Empezó la campaña 2023-24 sin equipo hasta que a finales de septiembre se unió al Lamia F. C. griego. Jugó un par de partidos y el 21 de noviembre anunció su retirada tras cinco años sufriendo numerosas lesiones.

## Selección nacional

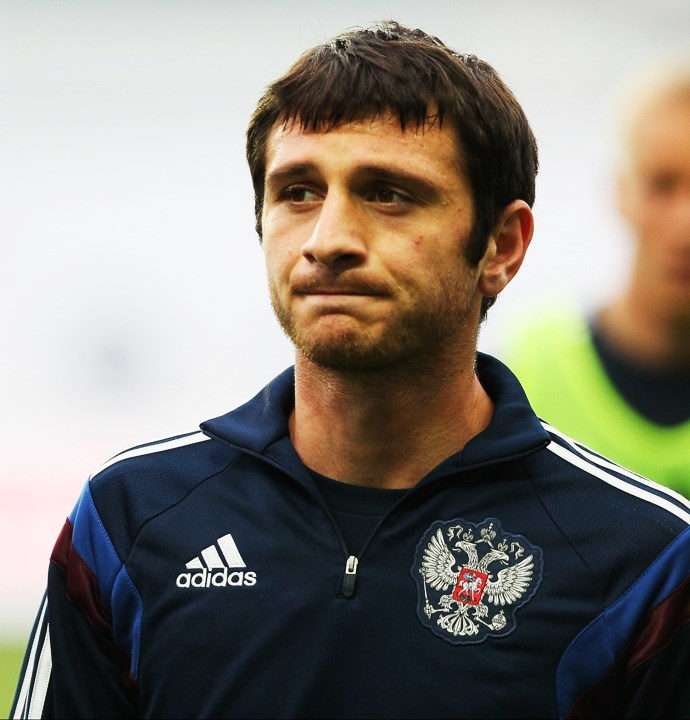
Dzagóyev antes de un partido con en 2014.

Su debut con la selección rusa se produjo el 11 de octubre de 2008. Tras su gran primera temporada con el CSKA el seleccionador del combinado ruso, Guus Hiddink, lo convocó para disputar un partido frente a Alemania de la fase de clasificación para el Mundial de Sudáfrica 2010. El joven futbolista entró en la segunda parte y entró en la historia del fútbol ruso por ser el jugador de campo más joven en vestir la camiseta de la selección rusa, con 18 años y 116 días (el récord aún lo ostenta el meta Ígor Akinféyev).

Fue el jugador más importante en el comienzo de Rusia en la Eurocopa 2012, con dos goles que le dieron a su equipo una holgada victoria ante la selección de República Checa, destacando con solo 21 años, y debutando en el gran torneo europeo.

El 12 de mayo de 2014 Fabio Capello, director técnico de la selección nacional de Rusia, lo incluyó en la lista provisional de 30 jugadores que iniciaron la preparación con miras a la Copa Mundial de Fútbol de 2014. El 2 de junio fue ratificado en la nómina definitiva de 23 jugadores.
El 4 de junio de 2018 el seleccionador Stanislav Cherchesov lo incluyó en la lista de 23 para el Mundial. Se lesionó en el partido inicial, y solo pudo regresar para el encuentro de cuartos de final, en el que dio una asistencia a Mário Fernandes para el empate final 2-2, y marcó su penal en la definición por penales que finalmente ganó Croacia, eliminando a los rusos.

### Participaciones en Copas del Mundo
| Mundial                        | Sede   | Resultado        | Partidos | Goles |
| ------------------------------ | ------ | ---------------- | -------- | ----- |
| Copa Mundial de Fútbol de 2014 | Brasil | Primera fase     | 3        | 0     |
| Copa Mundial de Fútbol de 2018 | Rusia  | Cuartos de final | 2        | 0     |

### Participaciones en Eurocopas
| Eurocopa      | Sede              | Resultado    | Partidos | Goles |
| ------------- | ----------------- | ------------ | -------- | ----- |
| Eurocopa 2012 | Polonia y Ucrania | Primera fase | 3        | 3     |

## Clubes
| Club                | País   | Año       |
| ------------------- | ------ | --------- |
| Krylia Sovetov-SOK  | Rusia  | 2006-2007 |
| P. F. C. CSKA Moscú | Rusia  | 2008-2022 |
| F. C. Rubin Kazán   | Rusia  | 2022-2023 |
| Lamia F. C.         | Grecia | 2023      |

## Palmarés

### Campeonatos nacionales
| Título                | Club                | País  | Año  |
| --------------------- | ------------------- | ----- | ---- |
| Copa de Rusia         | P. F. C. CSKA Moscú | Rusia | 2008 |
| Copa de Rusia         | P. F. C. CSKA Moscú | Rusia | 2009 |
| Supercopa de Rusia    | P. F. C. CSKA Moscú | Rusia | 2009 |
| Copa de Rusia         | P. F. C. CSKA Moscú | Rusia | 2011 |
| Liga Premier de Rusia | P. F. C. CSKA Moscú | Rusia | 2013 |
| Copa de Rusia         | P. F. C. CSKA Moscú | Rusia | 2013 |
| Supercopa de Rusia    | P. F. C. CSKA Moscú | Rusia | 2013 |
| Liga Premier de Rusia | P. F. C. CSKA Moscú | Rusia | 2014 |
| Supercopa de Rusia    | P. F. C. CSKA Moscú | Rusia | 2014 |
| Liga Premier de Rusia | P. F. C. CSKA Moscú | Rusia | 2016 |
| Supercopa de Rusia    | P. F. C. CSKA Moscú | Rusia | 2018 |

### Distinciones individuales
| Distinción                              | Año  |
| --------------------------------------- | ---- |
| Mejor jugador joven de la Liga de Rusia | 2008 |
| Bota de plata de la Eurocopa            | 2012 |